# Antheua eximia
Antheua eximia är en fjärilsart som beskrevs av Sergius G. Kiriakoff 1965. Antheua eximia ingår i släktet Antheua och familjen tandspinnare. Inga underarter finns listade i Catalogue of Life.